# Petit Le Mans 2008
Navigation
Édition précédente Édition suivante
11e édition de l'épreuve, le Petit Le Mans a été remporté le 4 octobre 2008 par l'Audi R10 TDI N°1 de Emanuele Pirro, Rinaldo Capello et Allan McNish.

## Résultats
Voici le classement officiel au terme de la course.
- Les vainqueurs de chaque catégorie sont signalés par un fond jauni.
- Pour la colonne Pneus, il faut passer le curseur au-dessus du modèle pour connaître le manufacturier de pneumatiques.

| Pos    | Cat  | n°  | Equipe                         | Pilotes                                             | Châssis                                  | Pneus | Tours |
| Pos    | Cat  | n°  | Equipe                         | Pilotes                                             | Moteur                                   | Pneus | Tours |
| ------ | ---- | --- | ------------------------------ | --------------------------------------------------- | ---------------------------------------- | ----- | ----- |
| 1      | LMP1 | 1   | Audi Sport North America       | Emanuele Pirro Rinaldo Capello Allan McNish         | Audi R10 TDI                             | M     | 394   |
| 1      | LMP1 | 1   | Audi Sport North America       | Emanuele Pirro Rinaldo Capello Allan McNish         | Audi TDI 5.5 L Turbo V12 (Diesel)        | M     | 394   |
| 2      | LMP1 | 07  | Peugeot Sport Total            | Nicolas Minassian Stéphane Sarrazin Christian Klien | Peugeot 908 HDi FAP                      | M     | 394   |
| 2      | LMP1 | 07  | Peugeot Sport Total            | Nicolas Minassian Stéphane Sarrazin Christian Klien | Peugeot HDi 5.5 L V12 (Diesel)           | M     | 394   |
| 3      | LMP1 | 2   | Audi Sport North America       | Marco Werner Lucas Luhr                             | Audi R10 TDI                             | M     | 394   |
| 3      | LMP1 | 2   | Audi Sport North America       | Marco Werner Lucas Luhr                             | Audi TDI 5.5 L Turbo V12 (Diesel)        | M     | 394   |
| 4      | LMP2 | 5   | Penske Motorsports, Inc.       | Hélio Castroneves Ryan Briscoe                      | Porsche RS Spyder Evo                    | M     | 394   |
| 4      | LMP2 | 5   | Penske Motorsports, Inc.       | Hélio Castroneves Ryan Briscoe                      | Porsche MR6 3.4 L V8                     | M     | 394   |
| 5      | LMP2 | 7   | Penske Racing                  | Timo Bernhard Romain Dumas                          | Porsche RS Spyder Evo                    | M     | 394   |
| 5      | LMP2 | 7   | Penske Racing                  | Timo Bernhard Romain Dumas                          | Porsche MR6 3.4 L V8                     | M     | 394   |
| 6      | LMP2 | 6   | Penske Racing                  | Patrick Long Sascha Maassen Emmanuel Collard        | Porsche RS Spyder Evo                    | M     | 392   |
| 6      | LMP2 | 6   | Penske Racing                  | Patrick Long Sascha Maassen Emmanuel Collard        | Porsche MR6 3.4 L V8                     | M     | 392   |
| 7      | LMP2 | 20  | Dyson Racing                   | Butch Leitzinger Marino Franchitti Andy Lally       | Porsche RS Spyder Evo                    | M     | 391   |
| 7      | LMP2 | 20  | Dyson Racing                   | Butch Leitzinger Marino Franchitti Andy Lally       | Porsche MR6 3.4 L V8                     | M     | 391   |
| 8      | LMP2 | 66  | de Ferran Motorsports          | Gil de Ferran Simon Pagenaud Scott Dixon            | Acura ARX-01b                            | M     | 388   |
| 8      | LMP2 | 66  | de Ferran Motorsports          | Gil de Ferran Simon Pagenaud Scott Dixon            | Acura AL7R 3.4 L V8                      | M     | 388   |
| 9      | LMP2 | 16  | Dyson Racing                   | Chris Dyson Guy Smith                               | Porsche RS Spyder Evo                    | M     | 384   |
| 9      | LMP2 | 16  | Dyson Racing                   | Chris Dyson Guy Smith                               | Porsche MR6 3.4 L V8                     | M     | 384   |
| 10     | GT1  | 3   | Corvette Racing                | Johnny O'Connell Jan Magnussen Ron Fellows          | Chevrolet Corvette C6.R                  | M     | 365   |
| 10     | GT1  | 3   | Corvette Racing                | Johnny O'Connell Jan Magnussen Ron Fellows          | Chevrolet LS7-R 7.0 L V8 (E85 éthanol)   | M     | 365   |
| 11     | GT1  | 4   | Corvette Racing                | Oliver Gavin Olivier Beretta Max Papis              | Chevrolet Corvette C6.R                  | M     | 359   |
| 11     | GT1  | 4   | Corvette Racing                | Oliver Gavin Olivier Beretta Max Papis              | Chevrolet LS7-R 7.0 L V8 (E85 éthanol)   | M     | 359   |
| 12     | GT2  | 62  | Risi Competizione              | Jaime Melo Mika Salo                                | Ferrari F430 GTC                         | M     | 358   |
| 12     | GT2  | 62  | Risi Competizione              | Jaime Melo Mika Salo                                | Ferrari 4.0 L V8                         | M     | 358   |
| 13     | GT2  | 45  | Flying Lizard Motorsports      | Jörg Bergmeister Wolf Henzler Marc Lieb             | Porsche 911 GT3 RSR (997)                | M     | 358   |
| 13     | GT2  | 45  | Flying Lizard Motorsports      | Jörg Bergmeister Wolf Henzler Marc Lieb             | Porsche 4.0 L Flat-6                     | M     | 358   |
| 14     | LMP1 | 50  | Team LNT Conquest Racing       | Danny Watts Olivier Pla                             | Ginetta-Zytek 07S                        | M     | 355   |
| 14     | LMP1 | 50  | Team LNT Conquest Racing       | Danny Watts Olivier Pla                             | Zytek 4.5 L V8                           | M     | 355   |
| 15     | GT2  | 71  | Tafel Racing                   | Dominik Farnbacher Dirk Müller                      | Ferrari F430 GTC                         | M     | 355   |
| 15     | GT2  | 71  | Tafel Racing                   | Dominik Farnbacher Dirk Müller                      | Ferrari 4.0 L V8                         | M     | 355   |
| 16 DNF | LMP2 | 26  | Andretti Green Racing          | Franck Montagny Marco Andretti Tony Kanaan          | Acura ARX-01b                            | M     | 347   |
| 16 DNF | LMP2 | 26  | Andretti Green Racing          | Franck Montagny Marco Andretti Tony Kanaan          | Acura AL7R 3.4 L V8                      | M     | 347   |
| 17     | GT2  | 61  | Risi Competizione Krohn Racing | Tracy Krohn Eric van de Poele Niclas Jönsson        | Ferrari F430 GTC                         | M     | 346   |
| 17     | GT2  | 61  | Risi Competizione Krohn Racing | Tracy Krohn Eric van de Poele Niclas Jönsson        | Ferrari 4.0 L V8                         | M     | 346   |
| 18     | GT2  | 99  | JMB Racing Aucott Racing       | Ben Aucott Pierre Kaffer Stéphane Daoudi            | Ferrari F430 GTC                         | D     | 344   |
| 18     | GT2  | 99  | JMB Racing Aucott Racing       | Ben Aucott Pierre Kaffer Stéphane Daoudi            | Ferrari 4.0 L V8                         | D     | 344   |
| 19     | GT2  | 44  | Flying Lizard Motorsports 44   | Darren Law Seth Neiman Lonnie Pechnik               | Porsche 911 GT3 RSR (997)                | M     | 339   |
| 19     | GT2  | 44  | Flying Lizard Motorsports 44   | Darren Law Seth Neiman Lonnie Pechnik               | Porsche 4.0 L Flat-6                     | M     | 339   |
| 20     | GT2  | 73  | Tafel Racing                   | Jim Tafel Alex Figge Pierre Ehret                   | Ferrari F430 GTC                         | M     | 331   |
| 20     | GT2  | 73  | Tafel Racing                   | Jim Tafel Alex Figge Pierre Ehret                   | Ferrari 4.0 L V8                         | M     | 331   |
| 21 DNF | GT2  | 46  | Flying Lizard Motorsports      | Johannes van Overbeek Patrick Pilet                 | Porsche 911 GT3 RSR (997)                | M     | 311   |
| 21 DNF | GT2  | 46  | Flying Lizard Motorsports      | Johannes van Overbeek Patrick Pilet                 | Porsche 4.0 L Flat-6                     | M     | 311   |
| 22 DNF | GT2  | 007 | Drayson-Barwell                | Paul Drayson Jonny Cocker Darren Turner             | Aston Martin V8 Vantage GT2              | D     | 294   |
| 22 DNF | GT2  | 007 | Drayson-Barwell                | Paul Drayson Jonny Cocker Darren Turner             | Aston Martin 4.5 L V8 (E85 éthanol)      | D     | 294   |
| 23 DNF | GT2  | 18  | VICI Racing                    | Nicky Pastorelli Francesco Pastorelli Marc Basseng  | Porsche 911 GT3 RSR (997)                | K     | 291   |
| 23 DNF | GT2  | 18  | VICI Racing                    | Nicky Pastorelli Francesco Pastorelli Marc Basseng  | Porsche 4.0 L Flat-6                     | K     | 291   |
| 24     | GT2  | 54  | Black Swan Racing              | Tim Pappas Anthony Lazzaro Andy Pilgrim             | Ford GT-R Mk.VII                         | F     | 291   |
| 24     | GT2  | 54  | Black Swan Racing              | Tim Pappas Anthony Lazzaro Andy Pilgrim             | Ford 5.0 L V8                            | F     | 291   |
| 25     | GT2  | 21  | Panoz Team PTG                 | Tom Milner Jr. Joey Hand Andreas Wirth              | Panoz Esperante GT-LM                    | Y     | 282   |
| 25     | GT2  | 21  | Panoz Team PTG                 | Tom Milner Jr. Joey Hand Andreas Wirth              | Ford (Élan) 5.0 L V8                     | Y     | 282   |
| 26 DNF | LMP2 | 15  | Lowe's Fernández Racing        | Adrián Fernández Luis Díaz Michel Jourdain Jr.      | Acura ARX-01b                            | M     | 281   |
| 26 DNF | LMP2 | 15  | Lowe's Fernández Racing        | Adrián Fernández Luis Díaz Michel Jourdain Jr.      | Acura AL7R 3.4 L V8                      | M     | 281   |
| 27 DNF | GT2  | 11  | Primetime Race Group           | Joel Feinberg Chris Hall                            | Dodge Viper Competition Coupe            | H     | 280   |
| 27 DNF | GT2  | 11  | Primetime Race Group           | Joel Feinberg Chris Hall                            | Dodge 8.3 L V10                          | H     | 280   |
| 28 DNF | GT2  | 87  | Farnbacher-Loles Motorsports   | Jörg Hardt Dirk Werner Bryce Miller                 | Porsche 911 GT3 RSR (997)                | M     | 277   |
| 28 DNF | GT2  | 87  | Farnbacher-Loles Motorsports   | Jörg Hardt Dirk Werner Bryce Miller                 | Porsche 4.0 L Flat-6                     | M     | 277   |
| 29 DNF | GT2  | 40  | Robertson Racing               | David Robertson Andrea Robertson David Murry        | Ford GT-R Mk.VII                         | D     | 263   |
| 29 DNF | GT2  | 40  | Robertson Racing               | David Robertson Andrea Robertson David Murry        | Ford 5.0 L V8                            | D     | 263   |
| 30 DNF | LMP1 | 30  | Intersport Racing              | Ryan Lewis Luke Hines Georges Forgeois              | Lola B07/17                              | K     | 237   |
| 30 DNF | LMP1 | 30  | Intersport Racing              | Ryan Lewis Luke Hines Georges Forgeois              | Judd GV5.5 S2 5.5 L V10                  | K     | 237   |
| 31 DNF | LMP1 | 37  | Intersport Racing              | Jon Field Clint Field Richard Berry                 | Lola B06/10                              | D     | 160   |
| 31 DNF | LMP1 | 37  | Intersport Racing              | Jon Field Clint Field Richard Berry                 | AER P32C 4.0 L Turbo V8 (E85 éthanol)    | D     | 160   |
| 32 DNF | LMP1 | 88  | Creation Autosportif           | Jamie Campbell-Walter Stephen Simpson Harold Primat | Creation CA07                            | D     | 138   |
| 32 DNF | LMP1 | 88  | Creation Autosportif           | Jamie Campbell-Walter Stephen Simpson Harold Primat | AIM (Judd) YS5.5 5.5 L V10 (E85 éthanol) | D     | 138   |
| 33 DNF | LMP1 | 12  | Autocon Motorsports            | Chris McMurry Bryan Willman Tony Burgess            | Lola B06/10                              | D     | 122   |
| 33 DNF | LMP1 | 12  | Autocon Motorsports            | Chris McMurry Bryan Willman Tony Burgess            | AER P32C 4.0 L Turbo V8                  | D     | 122   |
| 34 DNF | LMP1 | 888 | Creation Autosportif           | Liz Halliday Dean Stirling Stuart Hall              | Creation CA07                            | D     | 113   |
| 34 DNF | LMP1 | 888 | Creation Autosportif           | Liz Halliday Dean Stirling Stuart Hall              | AIM (Judd) YS5.5 5.5 L V10 (E85 éthanol) | D     | 113   |
| 35 DNF | LMP1 | 48  | Corsa Motorsports              | Gunnar Jeannette Johnny Mowlem Stefan Johansson     | Zytek 07S                                | D     | 73    |
| 35 DNF | LMP1 | 48  | Corsa Motorsports              | Gunnar Jeannette Johnny Mowlem Stefan Johansson     | Zytek 2ZG408 4.0 L V8                    | D     | 73    |
| 36 DNF | GT2  | 28  | LG Motorsports                 | Lou Gigliotti Tomy Drissi Marc Goossens             | Chevrolet Corvette C6.R GT2              | D     | 37    |
| 36 DNF | GT2  | 28  | LG Motorsports                 | Lou Gigliotti Tomy Drissi Marc Goossens             | Chevrolet LS3 6.0 L V8                   | D     | 37    |
| 37 DNF | LMP2 | 9   | Patrón Highcroft Racing        | Scott Sharp David Brabham Dario Franchitti          | Acura ARX-01b                            | M     | 16    |
| 37 DNF | LMP2 | 9   | Patrón Highcroft Racing        | Scott Sharp David Brabham Dario Franchitti          | Acura AL7R 3.4 L V8                      | M     | 16    |
| DNS    | LMP2 | 8   | B-K Motorsports                | Gerardo Bonilla Ben Devlin                          | Lola B08/86                              | D     | -     |
| DNS    | LMP2 | 8   | B-K Motorsports                | Gerardo Bonilla Ben Devlin                          | Mazda MZR-R 2.0 L Turbo I4 (E85 éthanol) | D     | -     |